# Иван Кипров
Иван Кипров Максев е виден български лекар, оториноларинголог.

## Биография
Кипрев е роден в 1877 година в разложкото градче Мехомия, тогава в Османската империя (днес град Разлог, България). Остава сирак и е осиновен от вуйчо си Кипре Максев, бащата на революционера Мирчо Кипрев. В 1897 година завършва естествена история в Бордо, а след това медицина в Лион (1901) и в Париж (1903).
Завръща се в България и в 1904 година е за кратко лекар във Видинската болница, по-късно през годината се мести в Александровската болница в София, където работи до 1906, а от 1906 до 1907 година във Врачанската болница. Специализира уши-нос-гърло във Виена в 1907 и в Берлин в 1908 година. От 1909 до 1911 година е старши лекар на очно-ушното отделение в Пловдивската болница. От 1911 година практикува частно в София. В същата година става член-кореспондент на Сръбското лекарско дружество. По време на Първата световна война от 1915 до 1919 година оглавява ХІІ военна болница в София. След това преподава в Медицинския факултет на Софийския университет, като е пръв декан на факултета и основатели и ръководител на катедрата по ушни-носни-гърлени болести. Носител е на български и чужди ордени и медали.